# Giovanni Catenazzi
Giovanni Catenazzi, auch Jan Catenazzi genannt (* um 1660 in Morbio Inferiore; † nach 1724 in Posen), war ein aus der Schweiz stammender und in Polen wirkender Architekt.

## Leben und Werk
Er folgte um 1662 seinem Vater, Andrea Catenazzi, der sich schon früher dort niedergelassen hatte, nach Polen. Zuerst lebte und arbeitete er in Leszno, wo er ab etwa 1692–1697 die Pfarrkirche St. Nikolaus baute. Anschliessend baute er ab 1696 die Kirche in Stary Białcz bei Kościan. 1698 verpflichten ihn Jesuiten für sie die Stiftskirche St. Stanislaus und 1701 das Jesuitenkolleg in Posen zu bauen.
Außerdem war er u. a. für den Wiederaufbau der Dominikanerkirche des Allerheiligsten Herzens Jesu und der Muttergottes der Tröstung (Jesuitenpatres) in Posen (1700), des Zisterzienserinnenklosters in Obra (1701–1702) und im Jahr 1720 für den Bau der Franziskanerkirche in Woźniki verantwortlich. Geleitet hat er mit seinem Bruder Giorgio den Bau der Basilika Mariä Empfängnis auf dem Heiligenberg.
Er war ein hervorragender Vertreter des klassizistischen Warschauer Barocks und man schreibt ihm noch zahlreiche andere Bauten zu.